# 原口尚彰
原口 尚彰（はらぐち たかあき、1953年3月24日 - ）は、日本の聖書学者。

## 経歴
1971年福岡県立修猷館高等学校を経て、1977年3月東京大学法学部卒業。1979年3月日本ルーテル神学大学（現・ルーテル学院大学）卒業。1982年3月日本ルーテル神学校卒業。
1982年4月から5年間、日本福音ルーテル神戸東教会の牧師を務める。1991年6月シカゴ・ルーテル神学校より神学博士号（D.Th.）取得。1994年11月日本基督教団に教師転入（正教師）。1996年4月より2000年3月まで、聖和大学人文学部助教授（新約聖書学担当）。2000年4月より2015年3月まで、東北学院大学文学部教授（新約聖書学担当）。2015年4月より2021年3月まで、フェリス女学院大学国際交流学部教授を務めた。
日本ルーテル神学校講師、日本聖書神学校講師も務めている。

## 著書
- パウロの宣教(聖書の研究シリーズ)、教文館、1999/2/1
- 聖書の世界への招待、キリスト新聞社、2002/4/1
- 地球市民とキリスト教、キリスト新聞社、2003/4/1
- ガラテヤ人への手紙(現代新約注解全書)、新教出版社、2004/2/1
- 新約聖書概説、教文館、2004/3/1
- 信じることと知ること―「新しいキリスト教概説」、東北大学出版会、2005/4/1
- ロゴス・エートス・パトス―使徒言行録の演説の研究、新教出版社、2005/12/1
- 新約聖書釈義入門、教文館、2006/4/1
- 新約聖書神学概説、教文館2009/3/1
- 幸いなるかな―初期キリスト教のマカリズム(幸いの宣言)、新教出版社、2011/12/1
- ローマの信徒への手紙 上巻、新教出版社、2016/8/26
- 希望の言葉 - 説教集１、デザインエッグ社、2017/6/5
- ディアスポラ共同体への言葉: パウロ書簡の文献学的考察、デザインエッグ社、2017/9/25
- 真理を求めて、デザインエッグ社、2018/1/29
- ローマの信徒への手紙 下巻、新教出版社、2021/9/24
- アガペーとフィリア 愛についての聖書学的考察、リトン、2022/1/1

## 翻訳
- 聖書神学をどう行うのか?―聖書神学の構想と実行(聖書の研究シリーズ),P.シュトゥールマッハー,教文館,1999/5/10
- マタイの神学―イエス物語としてのマタイ福音書(聖書の研究シリーズ),ウルリッヒ ルツ,教文館,1996/8/1